# Phyllanthus awaensis
Phyllanthus awaensis är en emblikaväxtart som beskrevs av Grady Linder Webster. Phyllanthus awaensis ingår i släktet Phyllanthus och familjen emblikaväxter. Inga underarter finns listade i Catalogue of Life.